# Seznam významných astronomických událostí ve 21. století
Tento seznam obsahuje nejvýznamnější astronomické události 21. století.

## 2004
- 8. června – Přechod Venuše přes sluneční disk

## 2012
- 5.–6. června – Přechod Venuše přes sluneční disk, pozorovatelný z Havaje, Aljašky, Austrálie, Pacifiku a východní Asie a Evropy

## 2022
- Úlomky z komety 73P/Schwassmann-Wachmann budou pozorovatelné jako meteorický roj.

## 2024
- 8. dubna – úplné zatmění Slunce viditelné v Severní Americe.

## 2029
- 26. června – zatmění Měsíce[1]
- K Zemi se přiblíží planetka Apophis (2004 MN4)[2]

## 2060
- 2060 – konjunkce pěti planet Sluneční soustavy (Merkur, Venuše, Mars, Jupiter, Saturn)

## 2061
- 28. července prolétá periheliem Halleyova kometa

## 2083
- 7. ledna proběhne částečné zatmění Slunce viditelné v Antarktidě
- 15. července proběhne částečné zatmění Slunce viditelné v Grónsku